# Paarprogrammierung

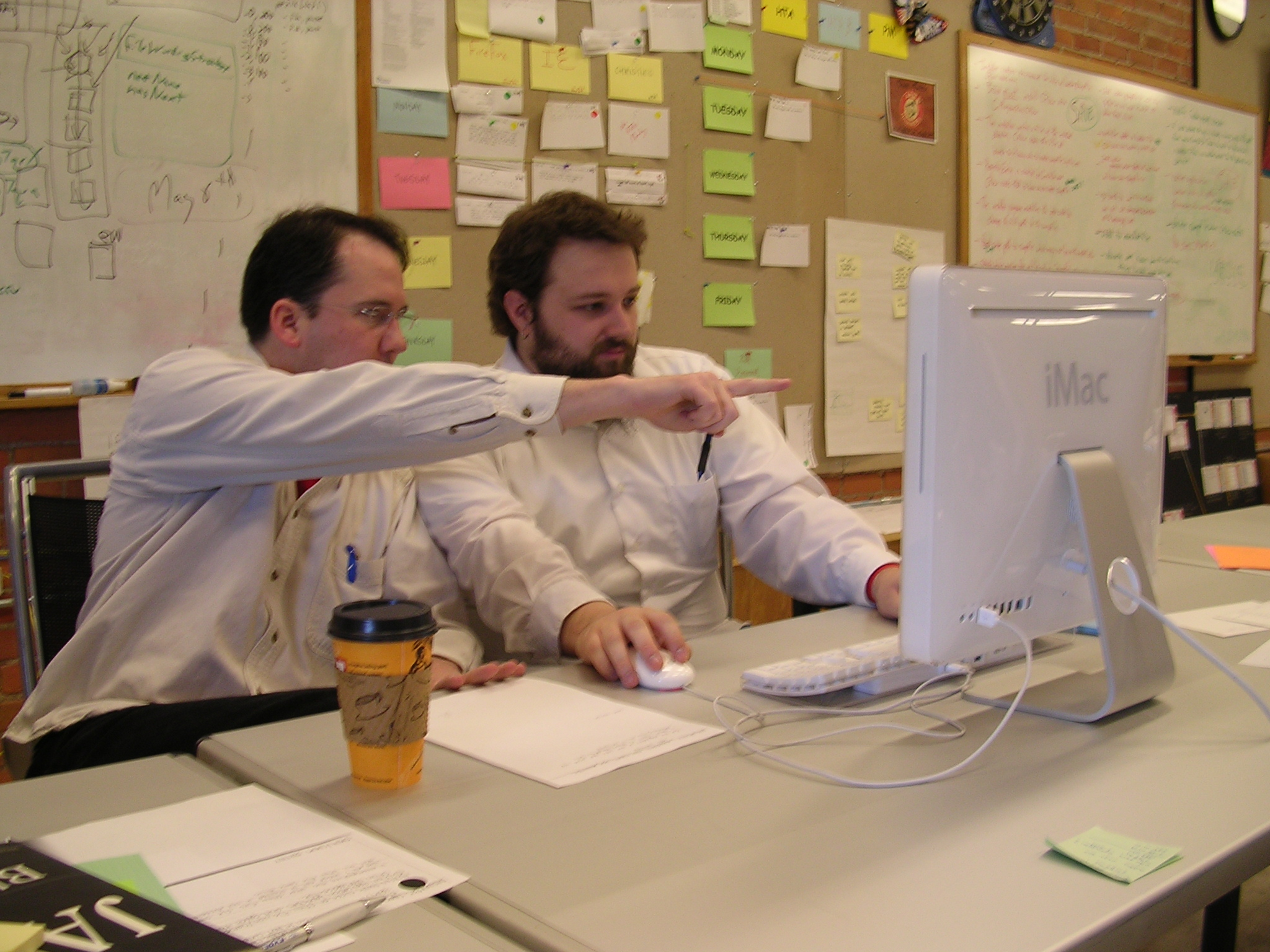
Paarprogrammierung

Paarprogrammierung, auch Tandem-Programmierung, (englisch pair programming) ist eine Arbeitstechnik, die sich häufig bei agilen Vorgehensweisen zur Softwareentwicklung findet. Sie ist ein wichtiger Bestandteil von Extreme Programming (XP).

## Beschreibung
Bei der Erstellung des Quellcodes arbeiten jeweils zwei Programmierer gleichzeitig an einem Arbeitsplatz: Einer schreibt den Code, während der andere über die Problemstellungen nachdenkt, den geschriebenen Code kontrolliert sowie Probleme, die ihm dabei auffallen, sofort anspricht. Diese können dann sofort im Gespräch gelöst werden. Die beiden Programmierer sollten sich in den beiden Rollen abwechseln. Auch die Zusammensetzung der Paare sollte sich häufig ändern.
Eine Voraussetzung für Paarprogrammierung ist ein gemeinsam vereinbarter Programmierstil des gesamten Teams.

## Ziele
Zunächst soll Paarprogrammierung die Softwarequalität steigern. Durch die Kontrollfunktion der zweiten Person sollen problematische Lösungen vermieden werden. Die Paarprogrammierung dient aber auch zur Verbreitung von Wissen über den Quellcode. Durch das regelmäßige Rotieren der Partner kann immer der jeweils neue Partner durch Learning by Doing etwas über die bearbeiteten Quelltexte lernen.

## Positive Effekte
Weniger Fehler
Paarprogrammierung führt zu weniger Fehlern und somit zu weniger Fehlerbehebungsaufwänden. Üblicherweise rechnet man bei Paarprogrammierung mit 15 % weniger Fehlern als bei herkömmlicher Programmierung.
Kleinere Programme
Paarprogrammierung führt im Schnitt zu um 20 % kleineren Programmen.
Höhere Disziplin
Paare entwickeln viel eher an der richtigen Stelle und machen kürzere Pausen.
Besserer Code
Bei der Paarprogrammierung entwickelt man sich weniger leicht in Sackgassen und erreicht so eine höhere Qualität.
Belastbarerer Flow
Paarprogrammierung führt zwar zu einer anderen Art von Flow, ermöglicht diesen aber eher als der konventionelle Ansatz: Ein Programmierer kann seinen Partner jederzeit nach dem aktuellen Stand fragen und dort anknüpfen. Unterbrechungen werden auf diese Art besser abgewehrt.
Freude an der Arbeit
Paarprogrammierung ist oft spannender und interessanter, als allein zu arbeiten. 90 % der Entwickler, die Paarprogrammierung betreiben, sprechen von einer erfreulicheren Arbeit.
Geringeres Risiko
Wenn das gesamte Projektteam mit der Methode Paarprogrammierung arbeitet und die jeweiligen Partner oft wechseln, erlangen alle Wissen über die gesamte Codebasis. Dies wiederum führt zu einem geringeren Projektrisiko hinsichtlich Mitarbeiterfluktuation und Mitarbeiterabwesenheiten, welche zu den größten Projektrisiken zählen.  Es erhöht somit die Truck Number.
Wissensvermittlung
Jeder hat Wissen, das andere nicht haben. Paarprogrammierung ist eine Möglichkeit, dieses Wissen zu verteilen oder auch zu transferieren.
Teambildung
Die Leute lernen sich gegenseitig schneller kennen, wodurch die Zusammenarbeit verbessert werden kann.
Weniger Unterbrechungen
Paare werden seltener unterbrochen als jemand, der allein arbeitet.

## Nachteile
Teamfindung
Teamfindung kann aufwendig sein, wenn nicht alle Personen miteinander produktiv arbeiten können. Eingewöhnung der Teammitglieder kann Zeit erfordern.
Urheberrecht
Es kann wie bei allen nicht von Einzelpersonen entwickelten Werken das Urheberrecht nicht für einzelne Personen angewandt werden.
Haftung
Es kann wie bei allen nicht von Einzelpersonen entwickelten Werken zu Konflikten kommen, da später nicht unbedingt klar ist, wer für fehlerhaften oder urheberrechtsverletzenden Code haftet.

## Produktivität
Paarprogrammierung führt zu einer geringeren Geschwindigkeit bei der Programmierung. Bei einer Studie benötigten die Paare 15 % mehr Zeit gegenüber der Geschwindigkeit einzelner Personen.
Befürworter der Paarprogrammierung behaupten, dass die Produktivität durch diese Vorgehensweise nicht sinke, sondern im Gegenteil sogar deutlich steige. Grund dafür sei, dass die durch Paarprogrammierung gesteigerte technische und fachliche Qualität genau dort die Produktivität erhöhe, wo während der Softwareentwicklung am meisten Zeit verbracht wird: Beim Fehlerfinden und -beheben sowie beim Lesen von Code. Üblicherweise geht man davon aus, dass Fehler, die erst im Test gefunden werden, zehnmal so teuer in der Behebung sind, als wenn sie bereits während der Entwicklung gefunden werden.
Voraussetzung für hohe Produktivitätssteigerungen durch Paarprogrammierung ist allerdings, dass die fachliche Kompetenz der Partner nicht zu sehr voneinander abweicht.

## Verteilte Paarprogrammierung
Verteilte Paarprogrammierung (Distributed Pair Programming, DPP) ist die softwaregestützte Durchführung von Paarprogrammierung an getrennten Computern beispielsweise an unterschiedlichen Orten. Bekannte Werkzeuge für verteilte Paarprogrammierung sind Saros, XPairtise oder „Code With Me“.